# Diplica
Die Diplica ist ein traditionelles Einfachrohrblattinstrument aus Kroatien. Es  besteht aus einem Schallrohr aus Rohr oder Holunder mit gewöhnlich fünf länglichen Grifflöchern und einem idioglotten Rohrblatt. Das Rohrblatt kann auch aus Stroh oder Federkielen hergestellt werden. Meist sind die Instrumente in E gestimmt, es gibt aber auch Instrumente mit anderen Grundtönen. 
Diplices wurden ursprünglich in vielen Gegenden Kroatiens gespielt, haben sich aber nur in der Region Baranja erhalten.